# Ladri nella notte
Inserisci il testo da non formattare
Ladri nella notte è un romanzo di Arthur Koestler, edito nel 1946, e racconta l'epopea dei coloni ebraici in Palestina tra il 1937 e il 1939.
Il libro è stato tradotto in francese, svedese, olandese, norvegese, danese, italiano e molte altre lingue. Inoltre ha ispirato l'omonimo telefilm (Thieves in the Night), diretto da Wolfgang Storch, con Richard E. Grant, Marie Bunel e Marion Bunel

## Contenuto
Il romanzo segue la creazione di una nuova colonia agricola ebraica in Galilea: la torre di Esdra, illustrando il faticoso acquisto dei terreni dagli arabi, la difficile presa di possesso degli stessi da parte dei coloni ebrei, gli attacchi terroristici palestinesi, l'ostilità antiebraica delle autorità britanniche, il defatigante lavoro quotidiano di dissodamento dei terreni, le continue vessazioni che i coloni ricevono sia da parte araba che da parte britannica. Il romanzo racconta poi dell'arrivo di profughi ebrei fuggitivi dalla Germania nazista che, anziché essere assistiti vengono respinti come indesiderabili dal mandato inglese in Palestina e di come si evolve, con diverse e tragiche scelte la vita dei coloni della torre di Esdra: Dina violentata e uccisa da terroristi arabi, "l'inglese" che dopo essere stato uno dei fondatori della colonia e avere aderito alla lotta armata contro i filo-arabi presenti nell'autorità britannica fonda una nuova colonia.

## Edizioni in italiano
- Arthur Koestler, Ladri nella notte, traduzione di Giorgio Monicelli, Milano: Mondadori, 1947
- Arthur Koestler, Ladri nella notte: romanzo, traduzione di Giorgio Monicelli, Milano: A. Mondadori, 1962
- Arthur Koestler, Ladri nella notte, traduzione di Giorgio Monicelli; introduzione di Arrigo Bongiorno, Milano: A. Mondadori, 1971